# King's Cross St. Pancras (métro de Londres)
Pour les articles homonymes, voir King's Cross et Saint-Pancras.
King's Cross St.Pancras [kʰɪŋz kʰɹɒs sɨn(t) ˈpæŋkrəs] est une station du métro de Londres située dans le borough londonien de Camden, entre les gares voisines de King's Cross et de Saint-Pancras (d'où son nom). Elle est en zone 1.[Quoi ?] La station représente la plus grosse correspondance du métro londonien puisqu'elle dessert 6 lignes différentes : la Circle line, la Hammersmith & City line, la Metropolitan line, la Northern line, la Piccadilly line et la Victoria line.

## Histoire
La première station de métro King's Cross a été ouverte dans le cadre de la première section du chemin de fer métropolitain en 1863 puis réaménagée en 1868 et 1926. De nouveaux quais de métro sous terre ont été ouverts 400 mètres à l'ouest en 1941 pour faciliter les échanges avec les autres lignes (une partie de cette ancienne station est située à King's Cross Thameslink, totalement désaffectée depuis le 9 décembre 2007).
Les quais du The Great Northern, Piccadilly & Brompton Railway (PNB & BR, désormais la Piccadilly line) ont été ouverts avec le reste de la ligne en décembre 1906 et ceux de la City & South London Railway (C & SLR, désormais la Northern Line) en mai 1907.
Les quais de la Victoria line sont entrés en service le 1er décembre 1968 avec l'ouverture de la deuxième partie de la ligne. Les escaliers mécaniques de cette Victoria line passent par l'emplacement de la Piccadilly line.
Le 18 novembre 1987, la station a été la scène d'un incendie dévastateur. La cause a été attribuée à une allumette non éteinte qui était tombée, mettant le feu à un escalier mécanique, tuant trente et une personnes. En conséquence, les procédures de sécurité incendie du métro ont été renforcées, la formation du personnel a été améliorée et les escaliers en bois remplacés. L'actuelle interdiction de fumer dans l'ensemble du réseau du métro de Londres a été durcie. En raison de l'étendue des dommages causés par l'incendie, il a fallu plus d'un an pour la réparation et la réouverture de la station, qui advint le 5 mars 1989.
Le 7 juillet 2005, dans le cadre d'une approche coordonnée d'un attentat à la bombe, une explosion dans un train de la Piccadilly line entre King's Cross St Pancras et Russell Square a entraîné la mort de 27 personnes.

## Services aux voyageurs

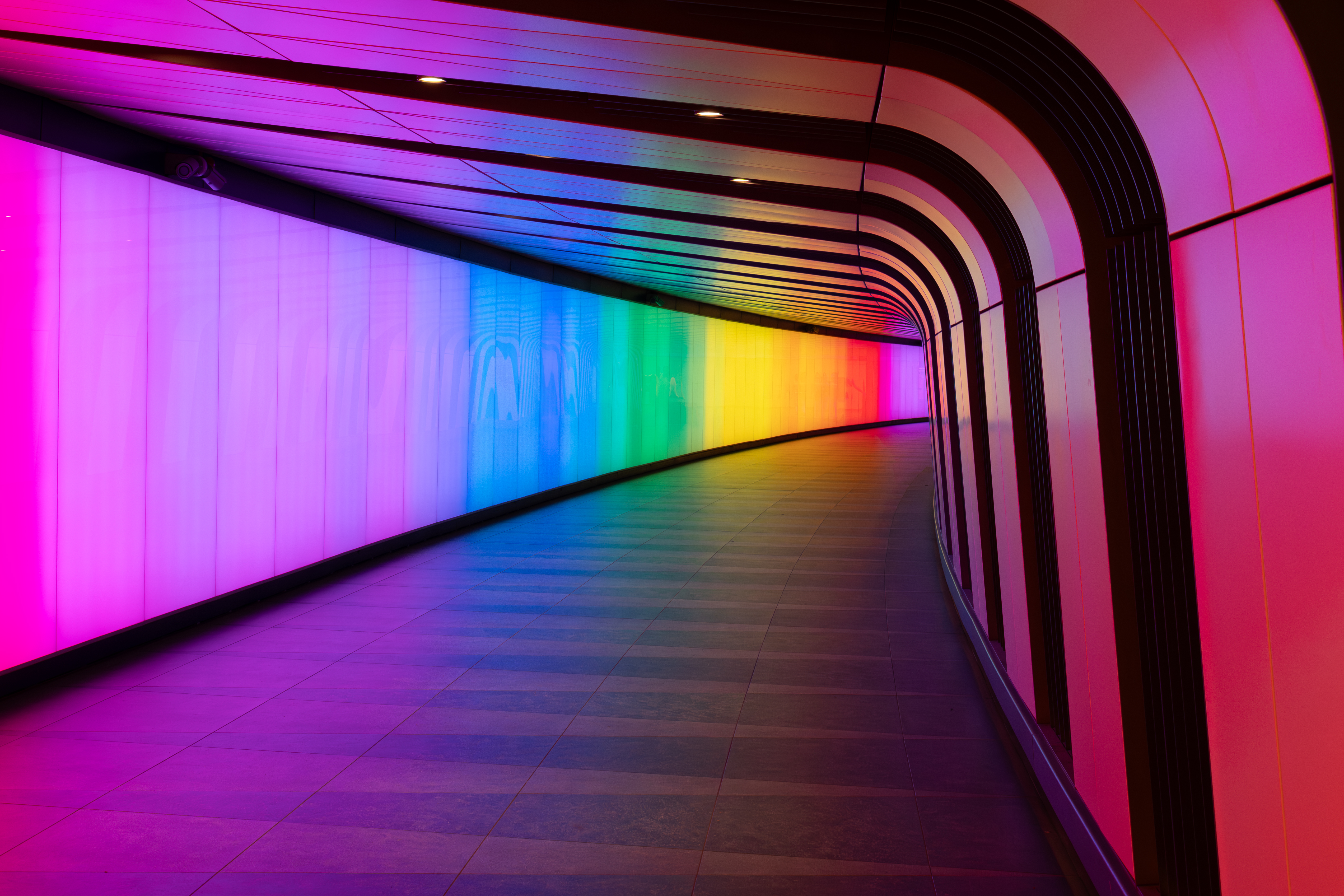
Tunnel de la King's Cross St. Pancras éclairé d'un arc en ciel pour la marche des fiertés mensuelle. Juin 2023.

## Projets

### Crossrail 2
En 1991, un tracé pour une éventuelle ligne Chelsea-Hackney a été sauvegardé à travers la zone.  Cette proposition a depuis évolué en un itinéraire ferroviaire proposé basé sur Crossrail appelé Crossrail 2 , qui relierait Euston et King's Cross St Pancras, à la station Euston St Pancras .  Ce schéma proposé offrirait un deuxième lien ferroviaire entre King's Cross et Victoria en plus de la ligne Victoria. Dans l'itinéraire sauvegardé de 2007, les prochaines stations seraient Tottenham Court Road et Angel .

### Extension du Docklands Light Railway de la banque
En 2011, des documents de stratégie de Transport for London (TfL) et soutenus par le London Borough of Camden ont proposé une extension de la succursale de la Docklands Light Railway (DLR) Bank à Euston et St Pancras pour aider à soulager la ligne nord entre Euston et Bank, qui offrirait des liaisons directes vers Canary Wharf et l' aéroport de London City .  TfL a envisagé une ligne reliant Bank via City Thameslink et Holborn aux deux centres de transport, mais elle ne pourra pas être développée tant que la séparation complète de la ligne du Nord n'aura pas lieu.

### Ligne Piccadilly
En 2005, une analyse de rentabilisation a été préparée pour rouvrir la station de métro désaffectée York Road sur la ligne Piccadilly, pour desservir le développement de King's Cross Central et aider à réduire la congestion à King's Cross St Pancras.  La gare de York Road a fermé ses portes en septembre 1932 et était à environ 600 m (660 yd) au nord de King's Cross St Pancras.

## À proximité
- Gare de King's Cross
- Gare de Saint-Pancras
- British Library